# Milivoj Uzelac
Pour les articles homonymes, voir Uzelac.
Milivoj Uzelac, né le 16 juin 1919 à Prague où il est mort le 8 mars 1988, est un compositeur et chef d'orchestre tchèque.

## Biographie
Après avoir obtenu son diplôme du Lycée Royal de Prague, il étudie la composition et la direction d'orchestre au Conservatoire de Prague. Ses professeurs sont Pavel Dědeček (cs), Rudolf Karel, František Pícha (cs) et Jaroslav Řídký. Pendant l'occupation allemande, il est envoyé aux travaux forcés en Allemagne. Il devient accompagnateur à l'Opéra de Brême. De retour en Tchécoslovaquie, il dirige l'Orchestre symphonique du film. De 1956 à 1959, il est chef principal de l'Orchestre philharmonique de Moravie, avec lequel il effectue une tournée de concerts en Pologne. De 1960 à 1962, il est chef principal de l'Ensemble artistique de l'armée du ministère de l'Intérieur. En 1961, il devient chef principal de l' orchestre du Divadlo Na Fidlovačce (cs) et, à partir de 1963, chef principal du Théâtre musical de Karlín. Il s'est produit en tant que chef invité en Pologne et a été l'invité permanent de l'Orchestre de la Radio de Berlin pendant plusieurs années.
Il a présidé une réunion d'artistes des domaines de la musique et de la culture populaire le 4 février 1977 au Théâtre musical de Prague (appelé Anticharta (cs)). 
Il est mort le 8 mars 1988 et est enterré au cimetière Chuchel à Prague. 

## Œuvre
Comme compositeur, il est connu pour ses musiques de film. Il a composé la musique de plus d'une centaine de courts métrages documentaires. Parmi eux figurent les films les plus célèbres à thème sportif (par exemple, Zimní olympijské hry v Oslo (Les Jeux olympiques d'hiver d'Oslo) ou le long métrage-montage Olympiáda Helsinky (Les Jeux olympiques d'Helsinki)). Il a également écrit de la musique de scène pour des pièces radiophoniques et de petites compositions orchestrales.
Il joue son propre rôle dans le film Já, truchlivý bůh réalisé par Antonín Kachlík en 1969.